# Lloshkobara
Lloshkobara (albanska: Lloshkobara, serbiska: Laškobare) är en by i Kosovo. Den ligger i kommunen Ferizaj. Enligt den senaste folkräkningen år 2011 fanns det 2 075 invånare.

## Demografi
| Demografi    | 2011 |
| ------------ | ---- |
| albaner      | 2067 |
| bosnier      | 2    |
| odeklarerade | 6    |